# Xã Wood River, Quận Madison, Illinois
Xã Wood River (tiếng Anh: Wood River Township) là một xã thuộc quận Madison, tiểu bang Illinois, Hoa Kỳ. Năm 2010, dân số của xã này là 31.537 người.